# My Impossible Dream
My Impossible Dream – singiel holenderskiej piosenkarki Glennis Grace napisany przez Bobby’ego Ljunggrena i Williama „Billy’ego” Butta i promujący trzecią płytę studyjną artystki o tym samym tytule wydaną w 2005 roku.
W drugiej połowie 2004 roku piosenkarka zgłosiła utwór do krajowych eliminacji eurowizyjnych Nationaal Songfestival. W drugiej połowie grudnia numer został zakwalifikował się do stawki konkursowej selekcji jako jedna z 24 propozycji wybranych spośród 240 nadesłanych kandydatur. 10 lutego piosenkarka zaśpiewała go w czwartym półfinale selekcji i z pierwszego miejsca awansowała do finału. Utwór ostatecznie wygrał rundę finałową po zdobyciu największej liczby 170 punktów w głosowaniu telewidzów (50%) jurorów (30%), międzynarodowej komisji jurorskiej (10%) i słuchaczy Radio 2 (10%), dzięki czemu został wybrany na propozycję reprezentującą Holandię w 50. Konkursie Piosenki Eurowizji organizowanym w Kijowie. 
19 maja piosenkarka zaprezentował utwór jako dziewiąta w kolejności w półfinale widowiska i zajęła z nim ostatecznie piętnaste miejsce z 53 punktami na koncie, w tym m.in. z maksymalną notą 12 punktów od Belgii, i nie zakwalifikowała się do finału.
W kwietniu piosenkarka nagrała nową wersję utworu, za aranżację której odpowiadał Tom Bakker. Nowa wersja piosenki została wzbogacona o brzmienia instrumentów smyczkowych, a artystka zaprezentowała ją po raz pierwszy podczas prób do występu w Konkursie Piosenki Eurowizji.

## Lista utworów
CD single
1. „My Impossible Dream” (Vocal Version) – 2:43
2. „My Impossible Dream” (Instrumental Version) – 2:43
3. „My Impossible Dream” (Up-Tempo Dancemix) – 2:52

## Notowania na listach przebojów
| Kraj     | Lista (2005) | Najwyższe miejsce |
| -------- | ------------ | ----------------- |
| Holandia | Dutch Top 40 | 26                |